# Cape Drakon
Das Cape Drakon (englisch, russisch Мыс Дракон Mys Drakon, deutsch ‚Drachenkap‘) ist ein Kap an der Ingrid-Christensen-Küste des ostantarktischen Prinzessin-Elisabeth-Lands. Es liegt 2,5 km südöstlich des östlichen Endes von Ranvik Island und bildet den östlichen der beiden Arme der Macey-Halbinsel.
Wissenschaftler einer sowjetischen Antarktisexpedition kartierten und benannten es 1956. Das Antarctic Names Committee of Australia übertrug diese Benennung 1991 in einer Teilübersetzung ins Englische.